# Charles Donald Maclean
Charles Donald Maclean (Cambridge, 1843 - 1916) fou un compositor anglès.
Passà a Colònia, on tingué per mestre a Hiller, i el 1865 rebé a Oxford el grau de doctor en música. Fou organista de l'Exeter College d'aquesta última ciutat i del Crystal Palace des de 1871 a 1875. Restà després al servei de l'Estat en les Índies angleses, on va romandre fins al 1893, i des de 1908 fou secretari general de la Societat internacional de música.
Entre les seves composicions figuren: 
- Cynthia's Revels (1864) obertura;
- Noah (1865) oratori dramàtic;
- Pageant march (1898);
- Ballet without dance (1899);
- A ball-night (1899) petita simfonia;
- Artegal (1900) obertura;
- Colonia Marche (1902);
- Penthesilea (1902) obertura;
- On the heights (1903), poema simfonic;
- Iona (1904).
- Loadameia (1905);
- A Joyous overture (1908), oberures, etc.